# Сфероїдальна структура

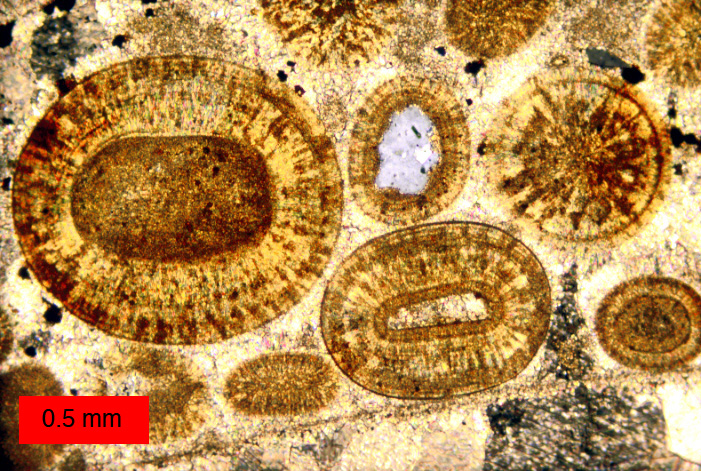
Приклад сфероїдальної структури — оолітового вапняку юрського періоду (чітко видно ооліти з подвійними мембранами і розкристалізованим кальцитом всередині

Сфероїдальна структура (англ. spheroidal structure, ball structure; нім. Kugelstruktur f) — структура гірських порід. Характеризується кульовою формою складових частин гірських порід та її аґреґатів. До цього типу належать оолітова, пізолітова, сферолітова та ін. структури (текстури), а також вулканічна (кульові або подушкові лави). Син. — куляста структура.